# Lewis Clareburt
Lewis Clareburt, född 4 juli 1999, är en nyzeeländsk simmare.

## Karriär
Vid världsmästerskapen i Gwangju år 2019 tog Clareburt brons på 400 meter medley. I februari 2024 vid VM i Doha tog Clareburt guld på 400 meter medley.